# Карл фон Лібермайстер
Карл фон Лібермайстер (нім. Carl von Liebermeister, у частині давніх джерелах прізвище українською передається як Лібермейстер; 2 лютого 1833, Ронсдорф — 24 листопада 1901, Тюбінген) — німецький лікар і науковець, відомий своєю роботою з патофізіології гарячки і дослідженням жарознижувальних заходів, включаючи гідротерапію.

## Біографія
Навчався в Бонні, Вюрцбурзі, Грайфсвальді та Берліні, серед його вчителів були Рудольф Вірхов і Фелікс фон Німейєр. У 1856 році Лібермейстеру присуджено ступінь доктора в Грайфсвальді. З 1860 року працював у Тюбінгені, де став професором в 1864 році. З 1865 по 1871 рік обіймав посаду професора патології і одночасно був директором медичної клініки в Базелі, після чого повернувся на професорську посаду до Тюбінгену.
У 1864 році він одружився з Фанні Спейт, яка незабаром померла. У 1867 році він одружився з Марі, сестрою Фанні. З Фанні у нього був син, з Марі — дочка і 3 сини. Його син Густав (1879—1943) став лікарем.
Перший напрямок його наукової роботи був наведений у книзі «Внески до патологічної анатомії та клініки захворювань печінки» (1864), але його основним напрямком дослідження було дослідження фізіології та патології теплового балансу людини (Handbuch der Pathologie und Therapie des Fiebers, 1875). Він виявив, що підвищення температури тіла на 1°С спричинює почастішання частоти серцевих скорочень і пульсу відносно норми для цієї людини на 8-10 ударів за 1 хвилину, що надалі назвали на його честь правилом Лібермейстера. У боротьбі з гарячковими захворюваннями він став прихильником терапії холодною водою Т. Юргенсена (спостереження і експерименти з використання холодної води при гарячкових захворюваннях, 1868), але об'єднував цей метод з терапією жарознижувальними препаратами.

## Вибрані твори
- Посібник з гострих інфекційних хвороб. Лейпціг, Ф. В. Фогель, 1876-1877. (з Герман Лебертом та іншими) / Handbuch der acuten Infectionskrankheiten. Leipzig, F. C. W. Vogel, 1876–1877. (mit Hermann Lebert u. a.)
- Про обчислення ймовірностей, застосованих до терапевтичної статистики. Збірка клінічних лекцій, Лейпциг, 1877 / Ueber Wahrscheinlichkeitsrechnung in Anwendung auf therapeutische Statistik. Sammlung klinischer Vorträge, Leipzig, 1877
- Антипіретичні методи лікування. Лейпциг, Ф. В. Фогель, 1880. / Antipyretische Heilmethoden. Leipzig, F. C. W. Vogel, 1880.
- Лекції з особливої патології та терапії. 5 томів. Лейпциг, 1885-1894. / Vorlesungen über specielle Pathologie und Therapie. 5 Bände. Leipzig, 1885–1894.
- Лекції з інфекційних хвороб. Лейпціг, Ф. В. Фогель, 1885. / Vorlesungen über Infectionskrankheiten. Leipzig, F. C. W. Vogel, 1885.
- Лекції з захворювань нервової системи. Лейпціг, Ф. В. Фогель, 1886. / Vorlesungen über die Krankheiten des Nervensystems. Leipzig, F. C. W. Vogel, 1886.
- Лекції з загальних захворювань (захворювання крові, аномалії запору та загальні порушення). Лейпціг, Ф. В. Фогель, 1887. / Vorlesungen über die Allgemein-Krankheityen (Blutkrankheiten, Constitutionsanomalien und allgem. Störungen). Leipzig, F. C. W. Vogel, 1887.
- Лекції з захворювань органів грудної клітки (органів дихання і кровообігу). Лейпціг, Ф. В. Фогель, 1887. / Vorlesungen über die Krankheiten der Brustorgane (Respirations- und Circulationsorgane). Leipzig, F. C. W. Vogel, 1887.
- Про просту виразку шлунка. Збірка клінічних лекцій, Новий епізод № 61. Лейпциг: Breitkopf and Härtel, 1892. / Über das einfache Magengeschwür. Sammlung klinischer Vorträge, Neue Folge No. 61. Leipzig: Breitkopf und Härtel, 1892.
- Азійська холера і cholera nostras. Відень: Альфред Холдер, 1896. / Cholera asiatica und Cholera nostras. Wien: Alfred Holder, 1896.

## Визнання
- 1877 року його нагороджено Лицарським хрестом першого класу ордена Вюртемберзької корони, який автоматично надав йому особистий титул дворянства з приставкою «фон» (Nobilitierung).
- 1889 року нагороджено орденом Фрідріха 2-го класу.
- 1891 року нагороджено Ювілейним хрестом ордена Вюртембергської корони.
- 1903 року в будівлі Університетської лікарні Мюнхена встановлено мармуровий бюст Лібермейстера.